# 'Ndrina Fruci

## Anni 2000
- Il 1º marzo 2002 viene ucciso l'avvocato Torquato Ciriaco[1][2], secondo la Dda gli esecutori materiali sarebbero Tommaso Anello, Giuseppe Fruci, Vincenzo Fruci, Francesco Michienzi e Santo Panzarella.[3]
- L'11 luglio 2002 scompare nel nulla Santo Panzarella inizialmente vengono accusati Tommaso Anello, Giuseppe Fruci e Vincenzo Fruci[4][5][6][7][8][9][10], ma successivamente verranno assolti tutti per non aver commesso il fatto[11].
- 7 gennaio 2003 - Operazione Prima contro gli Anello-Fruci e i Vallelunga[12][13][14][15].
- 5 giugno 2008 - Operazione Effetto Domino contro gli Anello-Fruci, i Cerra-Torcasio-Gualtieri, gli Iannazzo e i Passafaro[16][17][18][19].
- Nel 2009 con l'operazione Easy Money vengono arrestati 11 persone accusate di usura tra cui Vincenzo Fruci[20].

## Anni 2020
- 21 luglio 2020: Operazione Imponimento contro i clan Anello e Fruci[21][22][23][24].

## Esponenti di spicco
- Giuseppe Fruci
- Vincenzo Fruci, detto Vincenzino.